# Metampheres albimarginatus
Genre
Espèce
Metampheres albimarginatus, unique représentant du genre Metampheres, est une espèce d'opilions laniatores de la famille des Gonyleptidae.

## Distribution
Cette espèce est endémique de l'État de Rio de Janeiro au Brésil. Elle se rencontre vers Petrópolis, Arcozelo et Teresópolis.

## Description
Le syntype mesure 7 mm.

## Publication originale
- Roewer, 1913 : « Die Familie der Gonyleptiden der Opiliones-Laniatores. » Archiv für Naturgeschichte, sér. A, vol. 79, no 4, p. 1–256 (texte intégral).